# 大西高速铁路
大西高速铁路是中国一条连接山西省大同市与陕西省西安市的高速铁路。该线路为分段建设，原平经太原至西安段于2009年12月3日开工建设，2014年7月1日开通太原南站至西安北站区段，2018年9月28日开通原平西站至太原南站区段。大同至原平段早期利用韩原线通行动车组，于2019年5月1日开通至怀仁东站，同年12月30日接入大同南站运营，大西全线初步通车。2023年7月，大西铁路客运专线有限责任公司发布《大西高速铁路提速改造工程勘察设计招标公告》，拟对大西高铁（原平至西安段）进行提速升级改造。2024年12月31日，随着大同至原平段开通运营，大西高铁结束简捷开行状态，正式全线通车。

## 简介

### 大同南站（怀仁东站）至原平西站段

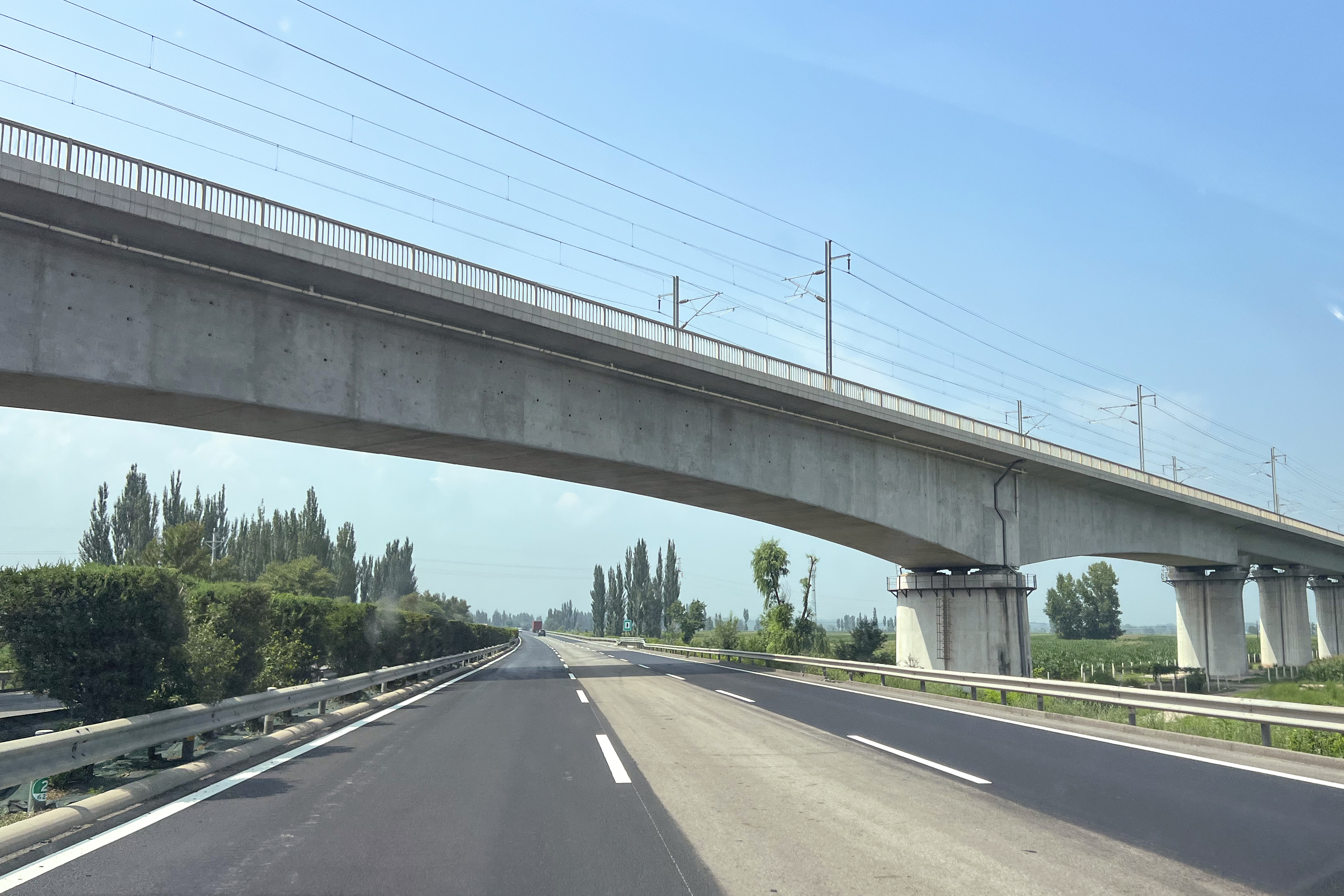
大西高铁樊家庄线路所至原平西站区间上跨二广高速公路

线路起自山西省大同市，经朔州市、忻州市、终至忻州原平市的原平西站。大同到原平间的高铁区段受方案变动影响，未与原平至西安段同期建设，迟至2019年才初步通车、2024年正式通车。最初的设计方案是在大同到原平间修建新的客运专线，但在可行性研究阶段，国家发改委提出，大同至原平段近期使用新建的国铁I级铁路北同蒲三四线，即韩原铁路（正线长度153公里），设计速度为200km/h（运营速度160km/h）。《山西省铁路建设发展“十二五”规划》中提到，北同蒲新建的四线（韩家岭和原平间）要承担同蒲线2,600万吨货物运输、朔准线5,000余万吨煤炭运输的任务，货流密度过大，且接运朔准线的列车载重均为万吨级别，如果开行动车组很难保证其安全正点运行，“十二五”期间仍计划在大同和原平间新建客运专线。
2016年2月，山西省决定建设大原高速铁路。6月15日，《新建大同至原平铁路客运专线环境影响报告书》进行全本公示。7月，山西省发展和改革委员会批复《新建大同至原平铁路客运专线可行性研究报告》。7月9日，山西省环境保护厅批复《新建大同至原平铁路客运专线环境影响报告书》。8月12日，大原高速铁路先期段开工建设。（仅完成了朔州东站约2.2千米的路基和通涵施工，后停工）
2017年4月，山西省发展和改革委员会批复《新建大同至原平铁路客运专线初步设计》，代县西站由原平市境内调整至代县境内。4月，山西大原铁路客运专线有限责任公司委托中国铁路设计集团有限公司开展新建大同至原平铁路客运专线变更环境影响评价。7月，大原高速铁路完成全线站前工程施工图设计，具备全线开工条件。由于政策调整以及项目投资、建设和运营等诸多因素影响，大原高速铁路项目被搁置。
2018年4月，大原高速铁路完成变更环境影响报告公示。7月，山西省环境保护厅批复了《新建大同至原平铁路客运专线变更环境影响报告书》。12月，大原高速铁路纳入集大原高速铁路研究，并开展设计工作，由中国国家发展和改革委员会立项、中国铁路总公司主导。
2019年5月1日，怀仁东站-太原南站开行动车组，动车组经韩原线首次开出雁门关。2019年12月30日，张大客专和太善村联络线开通运营，大西全线贯通，大同南站首次迎来西安、太原方向开来的动车组列车。
2020年5月18日，集大原高速铁路二次环评公告。6月30日，集大原高速铁路开工仪式在朔州市举行。
2021年11月17日，山西段正式开工建设。
2022年7月15日，山西段首榀箱梁架设完成。
2023年5月29日，集大原高铁跨京包铁路连续梁成功转体。7月29日，山西段首个连续梁，樊家庄跨韩原铁路特大桥（40+64+40）米连续梁顺利完成转体。9月4日，集大原高铁跨京包客运专线箱梁架设成功。10月16日，集大原高铁御河特大桥跨大准铁路(48+80+48)米转体连续梁顺利完成转体。11月13日，集大原铁路首批接触网附加线在朔州东至应县西区间开始架设。12月3日，怀仁至山阴段箱梁架设完成。12月23日，山阴至朔州段箱梁架设完成。
2024年3月16日，国铁集团发布有关通知，公布新建集大原高速铁路有关名称，其中怀仁东至樊家庄线路所段纳入大西高速铁路。
12月17日，中国国家铁路集团验收组召开新建集宁经大同至原平铁路工程初步验收总结会，总结会上，线路整体工程通过初步验收。12月18日，大同至原平段进入安全评估阶段。12月31日，集大原高铁正式开通运营，由此打通内蒙古中部盟市经由高速铁路南下的大通道。
2024年，大同至原平段于2024年12月31日开通运营，至此，大西高速铁路全线通车。

### 原平西站至西安北站段

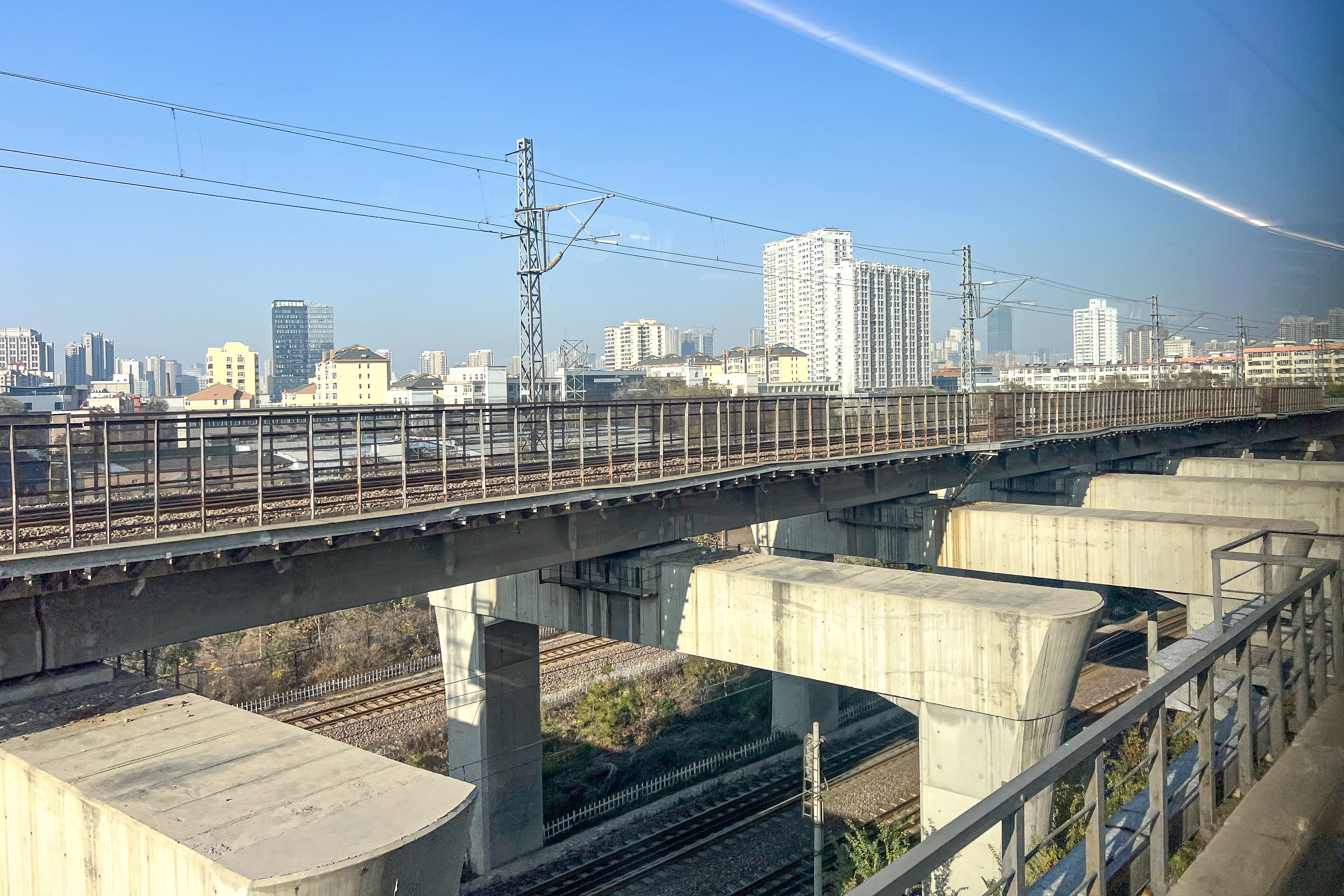
大西客专上、下行线在太原枢纽长风街线路所上跨石太客专

该段为大西高铁先行建设的区段。线路自原平西站引出，向南经忻州、阳曲后接入太原枢纽，自太原南站引出经介休、洪洞、临汾、运城后，在永济跨越黄河进入陕西省，经大荔、渭南、新临潼至西安北。本线自北向南经过恒山低中山区、忻定盆地、系舟山余脉丘陵区、太岳山低山丘陵区、临汾盆地、运城盆地、渭北黄土台塬及关中平原。原平西站到西安北站正线全长682km，设计时速为250公里，于2009年12月3日动工。铁路沿线与石太客運專線、太中銀鐵路、徐兰高速铁路、西成客運專線连接。2014年7月1日，大西高铁太原南至西安北段开通运营，但列车从渭南北站-临潼东站之间的湾李线路所起仍需借用徐兰高速铁路正线，进入西安北站徐兰场。大西高铁正线湾李所-西安北段与西安北站大西西成场于2016年9月投入使用，线路在渭南北站与徐兰高速铁路并行，四线至终点西安北站，在站内与西成客运专线贯通。原平西-阳曲西段为高速综合试验段，2015年6月30日，CIT500型高速综合检测列车在该路段试车。2018年9月28日，大西高铁原平到太原段正式开行动车组。

## 歷史
- 2009年12月3日：大同西安客运专线正式开工[33]。
- 2012年10月12日：晋陕黄河特大桥合龙，进入桥面施工阶段[34]。
- 2014年7月1日：大西高铁太原至西安段正式开通运营，太原至西安的运行时间由原来的10小时缩短至3小时。太原南到西安北的一等座票价为222元，太原南到西安北二等座车票为178.5元。[35][36]
- 2018年9月28日：大西高铁原平西至太原南段开通运营[37]。
- 2019年5月1日：怀仁东至太原南段先期利用韩原铁路正式开行动车组列车[38]。
- 2019年12月30日：张大客专通车，大西动车全线贯通。
- 2024年12月31日：作为大西客专怀仁东至樊家庄线路所的重要组成部分，集大原高铁全线通车，大西高铁全线客运专线时代来临。

## 车站
| 车站名称     | 所在区域 | 所在区域 | 所在区域 | 启用日期       | 连接铁路                                           | 城市轨道交通换乘路线                       |
| ------------ | -------- | -------- | -------- | -------------- | -------------------------------------------------- | ------------------------------------------ |
| 大西高速铁路 |          |          |          |                |                                                    |                                            |
| 怀仁东站     | 山西省   | 朔州市   | 怀仁市   | 2014年7月1日   | 韩原铁路 张大客运专线                              |                                            |
| 应县西站     | 山西省   | 朔州市   | 应县     | 2024年12月31日 |                                                    |                                            |
| 山阴南站     | 山西省   | 朔州市   | 山阴县   | 2024年12月31日 |                                                    |                                            |
| 朔州东站     | 山西省   | 朔州市   | 朔城区   | 2024年12月31日 |                                                    |                                            |
| 雁门关站     | 山西省   | 忻州市   | 代县     | 2024年12月31日 |                                                    |                                            |
| 原平西站     | 山西省   | 忻州市   | 原平市   | 2018年9月28日  |                                                    |                                            |
| 忻州西站     | 山西省   | 忻州市   | 忻府区   | 2018年9月28日  | 雄忻高速铁路                                       |                                            |
| 阳曲西站     | 山西省   | 太原市   | 阳曲县   | 2018年9月28日  |                                                    |                                            |
| 太原东站     | 山西省   | 太原市   | 杏花岭区 | 1933年         | 石太客运专线 同蒲铁路 石太铁路                     |                                            |
| 太原站       | 山西省   | 太原市   | 迎泽区   | 1904年         | 石太客运专线 同蒲铁路 石太铁路 太中银铁路 太焦铁路 | 太原地铁1号线                              |
| 太原南站     | 山西省   | 太原市   | 小店区   | 2014年7月1日   | 石太客运专线 太中银铁路                            | 太原地铁1号线                              |
| 晋中站       | 山西省   | 晋中市   | 榆次区   | 2014年7月1日   | 太中银铁路                                         |                                            |
| 太谷西站     | 山西省   | 晋中市   | 太谷区   | 2014年7月1日   |                                                    |                                            |
| 祁县东站     | 山西省   | 晋中市   | 祁县     | 2014年7月1日   |                                                    |                                            |
| 平遥古城站   | 山西省   | 晋中市   | 平遥县   | 2014年7月1日   |                                                    |                                            |
| 介休东站     | 山西省   | 晋中市   | 介休市   | 2014年7月1日   |                                                    |                                            |
| 灵石东站     | 山西省   | 晋中市   | 灵石县   | 2014年7月1日   |                                                    |                                            |
| 霍州东站     | 山西省   | 临汾市   | 霍州市   | 2014年7月1日   |                                                    |                                            |
| 洪洞西站     | 山西省   | 临汾市   | 洪洞县   | 2014年7月1日   |                                                    |                                            |
| 临汾西站     | 山西省   | 临汾市   | 尧都区   | 2014年7月1日   |                                                    |                                            |
| 襄汾西站     | 山西省   | 临汾市   | 襄汾县   | 2014年7月1日   |                                                    |                                            |
| 侯马西站     | 山西省   | 临汾市   | 侯马市   | 2014年7月1日   |                                                    |                                            |
| 闻喜西站     | 山西省   | 运城市   | 闻喜县   | 2014年7月1日   |                                                    |                                            |
| 运城北站     | 山西省   | 运城市   | 盐湖区   | 2014年7月1日   |                                                    |                                            |
| 永济北站     | 山西省   | 运城市   | 永济市   | 2014年7月1日   |                                                    |                                            |
| 大荔站       | 陕西省   | 渭南市   | 大荔县   | 2014年7月1日   |                                                    |                                            |
| 渭南北站     | 陕西省   | 渭南市   | 临渭区   | 2010年2月6日   | 徐兰客运专线                                       |                                            |
| 西安北站     | 陕西省   | 西安市   | 未央区   | 2011年1月11日  | 徐兰客运专线 西成客运专线 银西高速铁路             | 西安地铁2号线 西安地铁4号线 西安地铁14号线 |